# کاستلبیانکو
کاستلبیانکو (به ایتالیایی: Castelbianco) یک کومونه در ایتالیا است که در استان ساونا واقع شده‌است.

## خصوصیات
کاستلبیانکو ۱۴٫۸ کیلومترمربع مساحت و ۲۹۰ نفر جمعیت دارد و ۲۸۵ متر بالاتر از سطح دریا واقع شده‌است.